# Pachira quinata
Pachira quinata е вид растение от семейство Слезови (Malvaceae). Видът е световно застрашен, със статут Уязвим.

## Разпространение
Разпространен е в Колумбия, Коста Рика, Хондурас, Никарагуа, Панама и Венецуела.